# Ölandslaget i fotboll
Ölandslaget i fotboll var ett lag för de allra bästa spelarna på Öland. En uttagningskommitté bestående av utvalda öländska ledarprofiler tog ut de spelare som ansågs bäst, både en startelva och reserver. En lagledare coachade sedan laget under matchen.

## Historia
Ölandslaget och dess matcher, framför allt mot ett gotländskt dito, var under 50- 60- och 70-talet en stor begivenhet och publik strömmade i tusental till de årliga drabbningarna mellan Ö-lagen.
Publik på över 1 000 personer kring de små öländska arenorna var snarare regel än undantag. T.ex. kunde man 19 juli 1959 räkna in 1 447 betalande åskådare på Högsrums idrottsplats. Matchen vanns av Öland med 3-2.

### Första matchen
Ölands IdrottsKrets (ÖIK) Fotbollssektion med Tore Simonsson i spetsen hade tagit kontakt med den gotländska motsvarigheten. Utgången blev positiv, man beslutade om ett idrottsligt utbyte. Den gotländska elvan som skulle representera ön bestod dock endast av spelare från den s.k. Suderalliansen, som innefattade uppemot 15 föreningar på södra Gotland. Laget var dock starkt, då man tidigare besegrat det officiella landskapslaget med 5-3. En svår nöt att knäcka för det första Ölandslaget således, trodde man.
17 juli 1955 spelades den första landskapsmatchen mellan Öland och Gotland. Detta på Skansen i Mörbylånga. Det historiska första Ölandslaget såg ut som följer:
- Målvakt  Lennart Petersson (Högby IF)
- Backar
  - Olle Johansson (Mörbylånga GoIF)
  - Karl-Evert Karlsson (Degerhamns IF)
- Mittfält
  - Sven Karlsson (Mörbylånga GoIF)
  - Ingvar Ingvarsson (Mörbylånga GoIF)
  - Nils Grahn (IFK Borgholm)
- Anfall
  - Ivar Petersson (IFK Borgholm)
  - Ebbe Jonsson (IFK Borgholm)
  - Jan Johansson (Mörbylånga GoIF)
  - Bo Nilsson (IFK Borgholm)
  - Kurt Gustavsson (Färjestadens GoIF)

Matchen som spelades inför en rekordpublik på 1 850 personer fick en blixtrande start. Redan efter en minuts spel jublade hemmapubliken då Bo Nilsson fått bollen i mål till 1-0 för Ölandslaget. När domaren Alf Sterner från Kalmar blåste av matchen 89 min senare hade denne Bo gjort hela ytterligare 3 mål och i allra högsta grad bidragit till den klara öländska viktorian med 7-0.

## Ytterligare matcher
Trots den överlägsna segern för det öländska landskapslaget 1955 beslöt man att matchutbytet skulle fortsätta. Sommaren därpå gick så "returen" av stapeln, på Gotland denna gången. Det öländska laget fick det nu betydligt svårare och kunde först efter en kraftsamling på slutet få in en 3-3-boll vilket också blev slutresultatet.
I juli 1963 spelades också den första matchen mot en Smålandskombination, som mestadels bestod av spelare från Kalmar AIK i dåvarande div 3. Matchen på Tallhöjdens IP i Färjestaden inför 964 personer slutade 4-4 då Moje Olofsson kvitterat för Öland i slutminuterna. 
Ölandslaget mötte även Blekingekombinationer i några matcher (med start 20 juli 1958), såväl på hemmaplan som nere i Blekinge.

## Kända spelare
Stora spelare som spelat i Ölandslaget kan nämnas Håkan Lidheim (Byxelkroks AIK, senare Kalmar FF), Ronny Sörman (Högby IF, senare Kalmar FF), Dennis Nilsson (Mörbylånga GoIF, senare Kalmar FF och Östers IF), Janne Jansson (Mörbylånga GoIF, senare Kalmar FF, Östers IF, IFK Norrköping, Port Vale och Landslaget).
Meste spelare i Ölandslaget genom tiderna är Mörbylånga GoIFs Leif Ideström med 23 matcher.